# Landon Carter Haynes

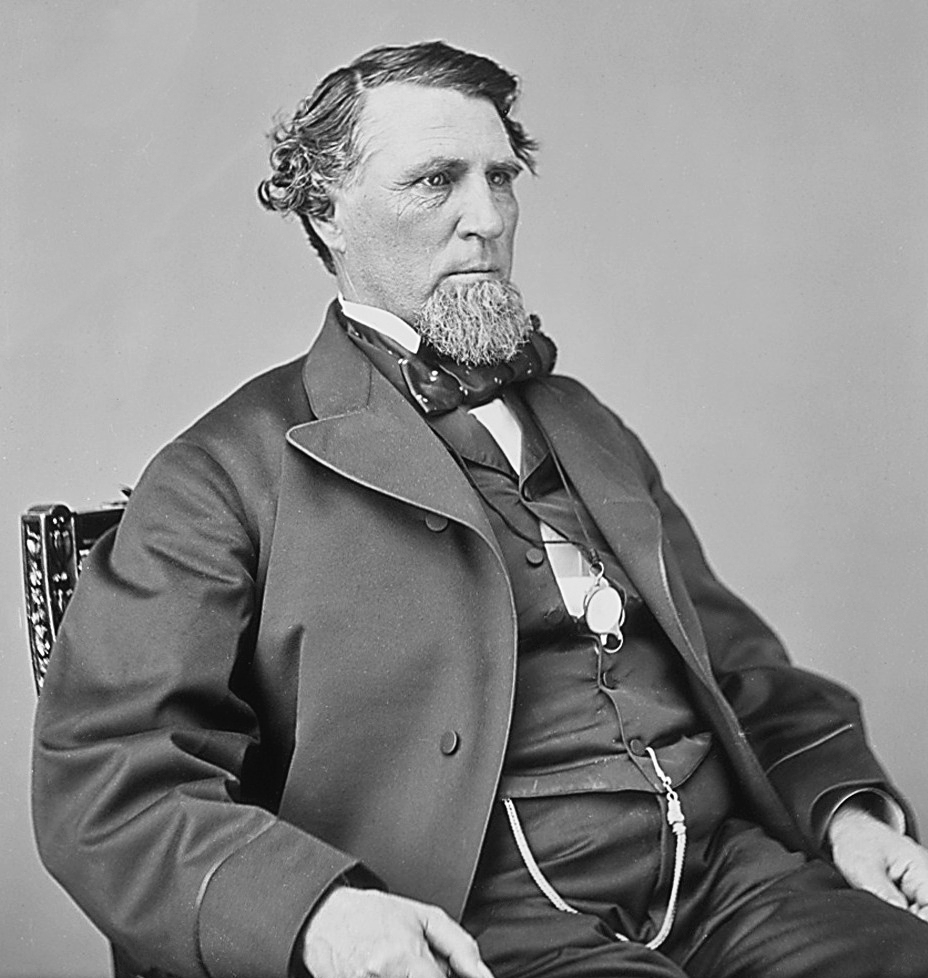
Landon Carter Haynes

Landon Carter Haynes (* 2. Dezember 1816 in Elizabethton, Carter County, Tennessee; † 17. Februar 1875 in Memphis, Tennessee) war ein amerikanischer Politiker.
Haynes zog 1847 erstmals in die Tennessee General Assembly ein und wurde Mitglied des Staatssenats. Von 1849 bis 1851 saß er dann als Abgeordneter im Repräsentantenhaus von Tennessee; in dieser Zeit fungierte er auch als Speaker dieser Parlamentskammer. Nach Ausbruch des Bürgerkrieges diente er von 1862 bis 1865 als Senator im ersten und im zweiten Konföderiertenkongress.
Nach seinem Tod 1875 wurde er auf dem Elmwood Cemetery beigesetzt. Allerdings wurde er 1902 auf den Jackson Cemetery umgebettet. Er war ein Onkel von Nathaniel Edwin Harris, der von 1915 bis 1917 als Gouverneur von Georgia amtierte.